# Monomma brunnipes uelense
Monomma brunnipes uelense es una subespecie de coleóptero de la familia Monommatidae.

## Distribución geográfica
Habita en la República Democrática del Congo.